# Never Miss a Beat
Never Miss a Beat is een single van de Britse rockband Kaiser Chiefs. Het is de eerste single van hun derde album Off with Their Heads. De single kwam uit op 6 oktober 2008. De song is geproduceerd door Mark Ronson en bevat achtergrondzang van Lily Allen en leden van New Young Pony Club.
Het nummer kwam voor op de soundtracks van de videospellen MLB 09: The Show, Tap Tap Revenge, PES 2010 en Guitar Hero 5. Ook is het nummer te horen in de film Diary of a Wimpy Kid uit 2010.

## Nummers
Alle muziek en teksten zijn geschreven door Kaiser Chiefs. 
| Nr. | Titel             | Duur |
| --- | ----------------- | ---- |
| 1.  | Never Miss a Beat |      |
| 2.  | Sooner or Later   |      |

| Nr. | Titel                               | Duur |
| --- | ----------------------------------- | ---- |
| 1.  | Never Miss a Beat                   |      |
| 2.  | How Do You Feel About That?         |      |
| 3.  | Never Miss a Beat (met Girls Aloud) |      |

## Single Top 100
| "Never Miss a Beat" in de Nederlandse Single Top 100 - binnen: 11-10-2008 | "Never Miss a Beat" in de Nederlandse Single Top 100 - binnen: 11-10-2008 | "Never Miss a Beat" in de Nederlandse Single Top 100 - binnen: 11-10-2008 | "Never Miss a Beat" in de Nederlandse Single Top 100 - binnen: 11-10-2008 | "Never Miss a Beat" in de Nederlandse Single Top 100 - binnen: 11-10-2008 |
| Week                                                                      | 1                                                                         | 2                                                                         | 3                                                                         | 4                                                                         |
| ------------------------------------------------------------------------- | ------------------------------------------------------------------------- | ------------------------------------------------------------------------- | ------------------------------------------------------------------------- | ------------------------------------------------------------------------- |
| Nummer                                                                    | 90                                                                        | 74                                                                        | 82                                                                        | 95                                                                        |